# Rioja (wino)
Rioja – wino hiszpańskie i jednocześnie nazwa regionu winiarskiego w północnej Hiszpanii, wzdłuż rzeki Ebro, w którym jest produkowane.

## Regulacje

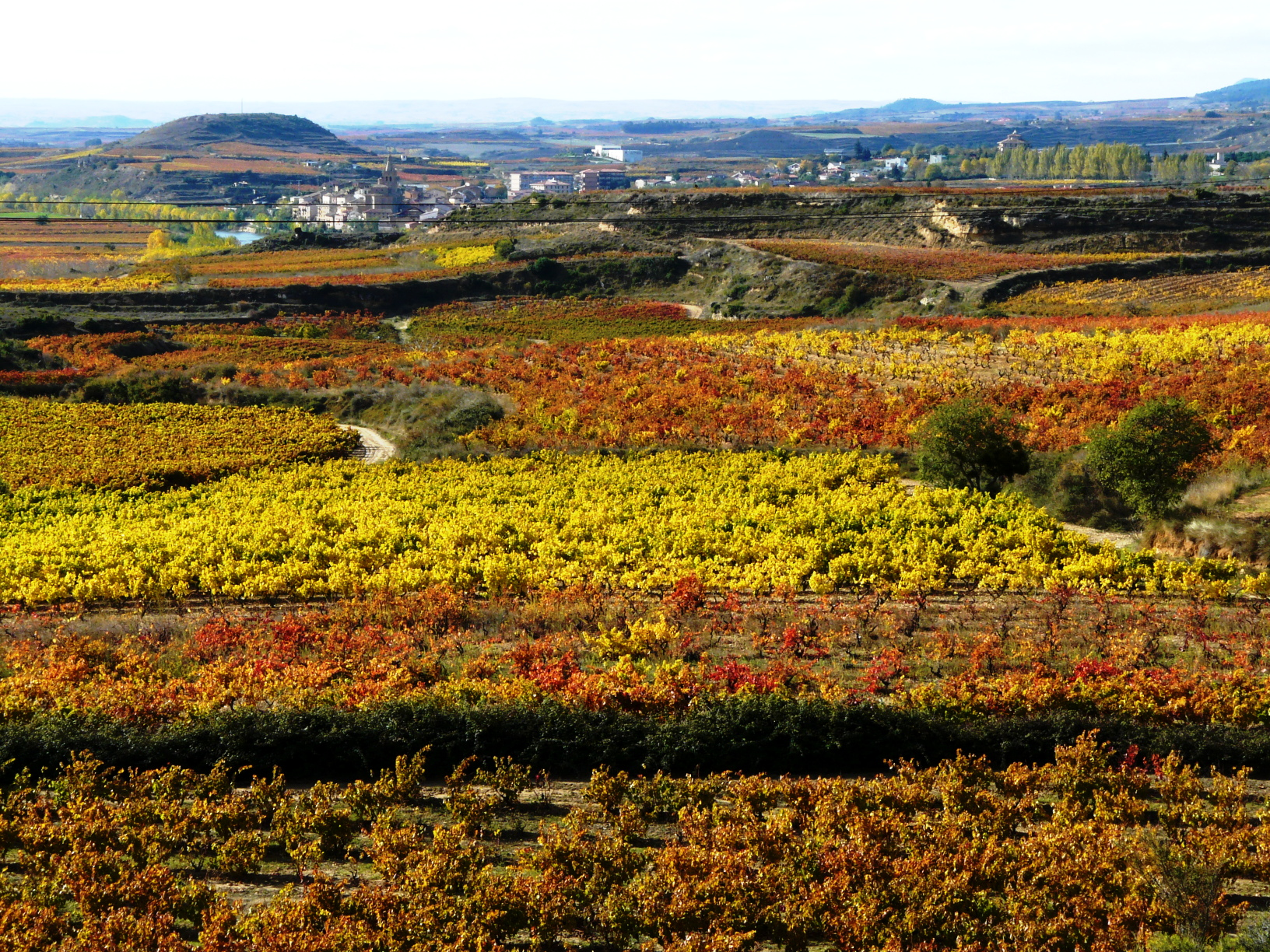
Winnice w Briñas w regionie Rioja

Położenie regionu na mapie Hiszpanii

Nazwa jest zastrzeżona dla win produkowanych na obszarze prowincji La Rioja i częściowo Araba i Nawara. Wina spełniające wymagania jakościowe mogą korzystać z certyfikatu pochodzenia Denominación de Origen Calificada (DOCa). Rioja uzyskała to zaszczytne miano jako pierwsza w 1991 roku. Region dzieli się na trzy strefy: Rioja Alta (najwyżej położona, w zachodniej części), Rioja Baja (w baskijskiej prowincji Araba) oraz Rioja Alavesa (na wschód od Logroño, największego miasta regionu). Komisja nadzorująca przyznająca certyfikat D.O.C (Consejo Regulador) zezwala na wykorzystanie następujących szczepów winorośli:
- czerwone: sztandarowe[7] tempranillo wraz z garnachą, graciano, mazuelo i maturana tinta
- białe: viura, malvasía de rioja, garnacha blanca, tempranillo blanco, maturana blanca, turruntés de rioja i od 2007 chardonnay, sauvignon blanc i verdejo[8].

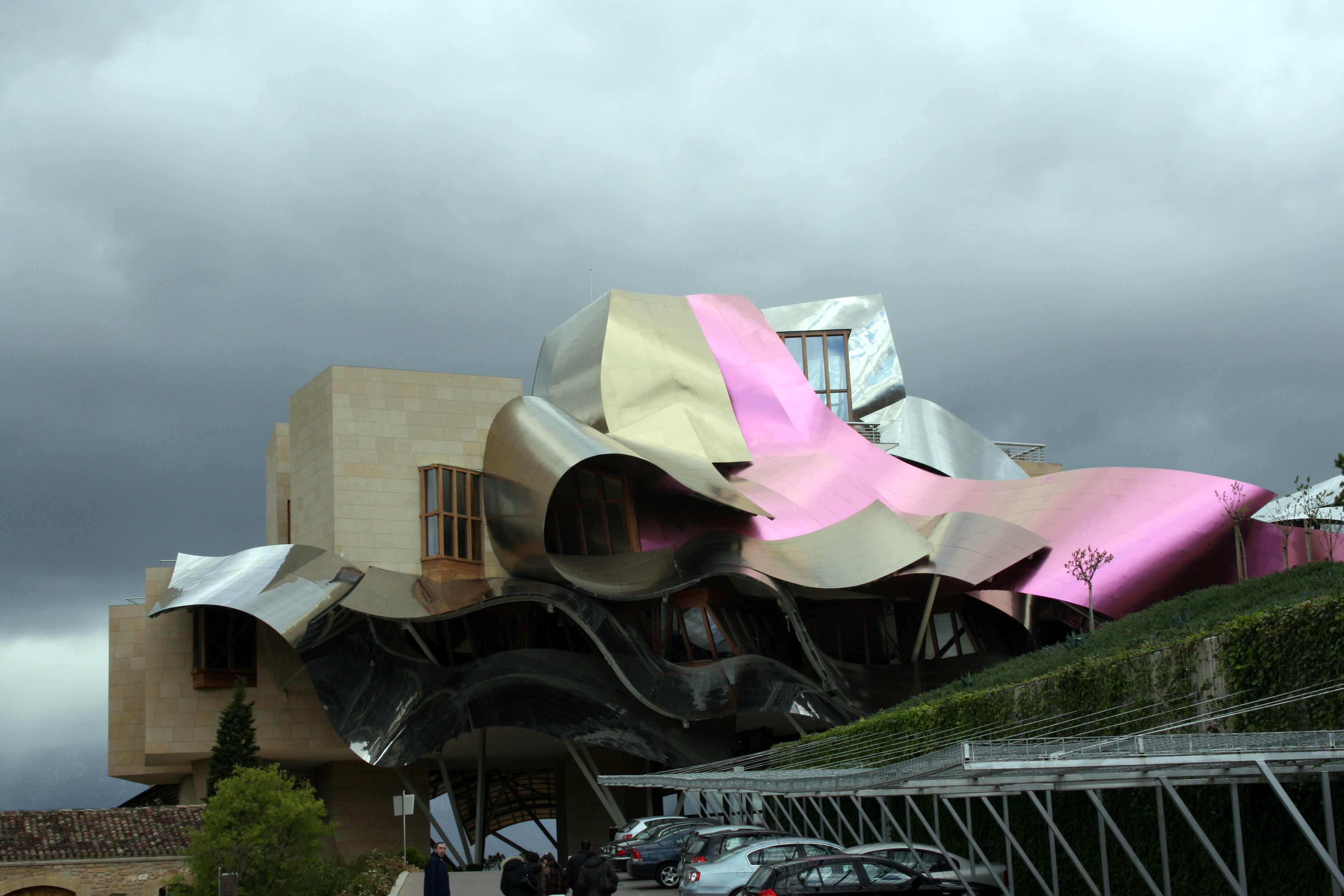
Winiarnia Marquésa de Riscal, zaprojektowana przez Franka Gehry’ego

Produkuje się przede wszystkim wina czerwone, ale także różowe i białe. Za klasyczną czerwoną rioję uchodzi kupaż 70% tempranillo, 15% garnachy, 7,5% graciano i 7,5% mazuelo. Tradycyjna biała rioja ma ok. 95% winogron viura i 5% malvasía.

## Klasyfikacja win rioja
Ze względu na okres i sposób starzenia, wina rioja podzielone są na cztery rodzaje:
- Joven (młode) albo Cosecha – oznaczone jako wino regionalne (Garantía de Origen) wino przeznaczone do natychmiastowej konsumpcji, często w białej i różowej wersji[11][12]. Do tej kategorii należą także wina czerwone, w tym produkowane na wzór beaujolais nouveau metodą maceracji węglowej[8]. Wino trafia do sprzedaży najpóźniej dwa lata po winobraniu, przeważnie jednak kilka miesięcy[11].
- Crianza – wina wysokiej jakości; wina czerwone leżakują od 2 do 3 lat, w tym przynajmniej rok w dębowych beczkach (dla win białych ten okres jest skrócony do 6 miesięcy)
- Reserva – wina bardzo wysokiej jakości; wina czerwone dojrzewają trzy lata, w tym co najmniej rok w dębowych beczkach; wina białe dojrzewają 2 lata w tym minimum 6 miesięcy w dębowych beczkach
- Gran Reserva – wina o najlepszej jakości z wyjątkowo dobrych roczników; wina czerwone leżakują w dębowych beczkach co najmniej dwa lata, a następnie co najmniej trzy lata w butelkach. Wina białe muszą leżakować 4 lata, w tym co najmniej 6 miesięcy w dębowych beczkach.

Liczne wytwórnie wydłużają wymagany przez regulacje winiarskie okres starzenia.

## Historia

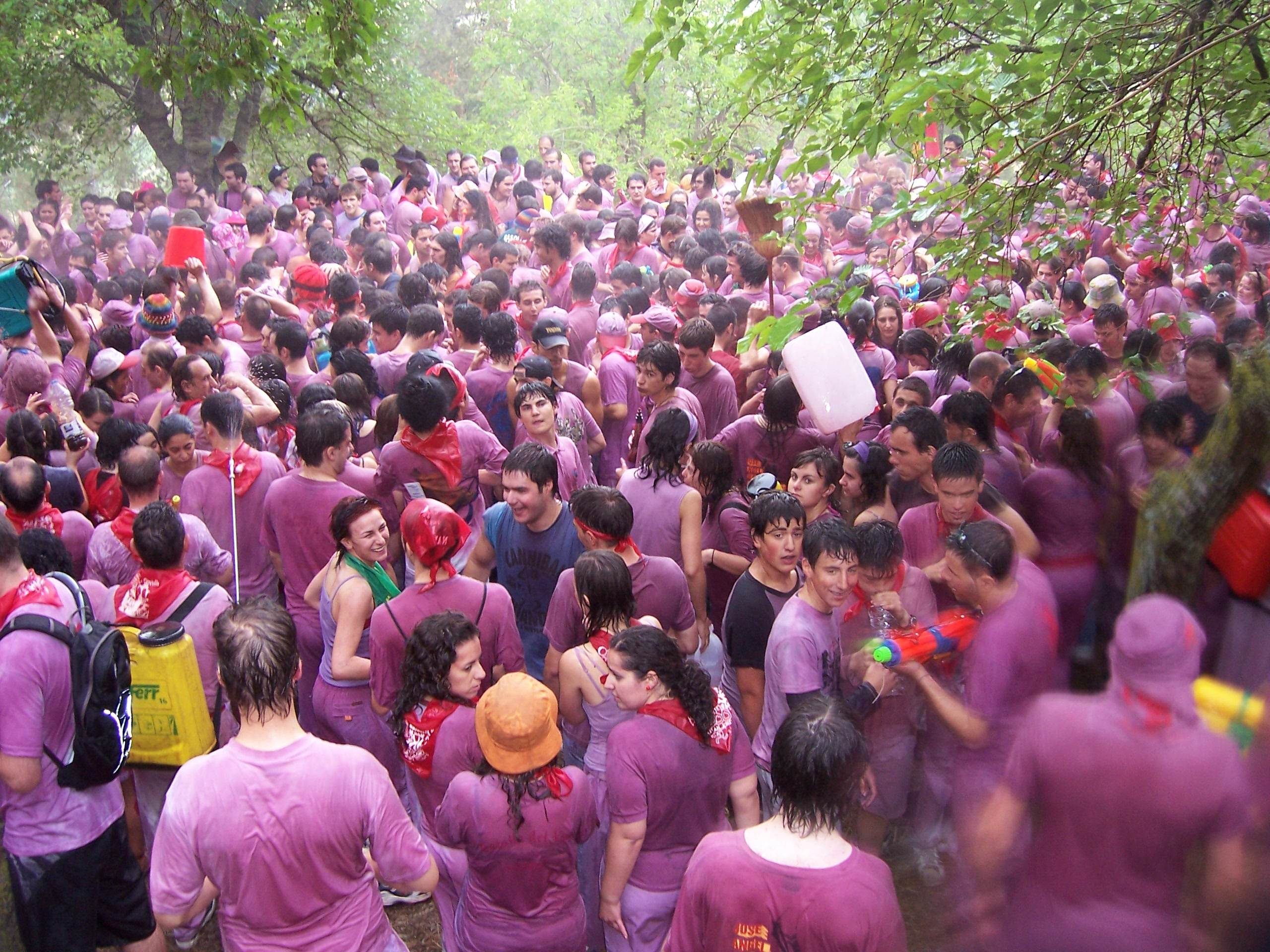
Uczestnicy Batalla del Vino w Haro

Podbój północnej Hiszpanii przez Rzymian w II wieku p.n.e. spowodował rozwój uprawy winorośli i produkcji wina na potrzeby rzymskich legionistów. W okolicach obecnej Calahorry i Logroño powstały liczne winnice, a wykopaliska archeologiczne ujawniły resztki zbiorników, w których przechowywano wino. Zbiorniki były wycinane w skałach regionu. Enolog i historyk winiarstwa Roger Dion postawił hipotezę, w myśl której Rzymianie wprowadzając uprawę winorośli w rejonie Bordeaux posłużyli się sadzonkami roślin uprawianych wówczas w dolinie Ebro.  W ten sposób zaginiony dziś, a wspominany u pisarzy rzymskich szczep 'Balisca' miał zostać protoplastą szczepów z rodziny cabernet (cabernet sauvignon, cabernet franc)
Położenie przy szlaku pielgrzymkowym do Santiago de Compostela sprzyjało utrzymaniu i rozwojowi produkcji wina w średniowieczu, a wieść o nim pielgrzymi roznosili w świat. Pierwsze wzmianki literackie o winie z La Rioja znajdują się lirykach Gonzalo de Berceo, pierwszego znanego z nazwiska poety hiszpańskiego. W miarę postępów rekonkwisty lokalne dotychczas wina zaczęły, poprzez baskijskie porty w Bilbao i Santander, trafiać na pokłady angielskich i holenderskich statków kupieckich, a za ich pomocą na rynki europejskie. Aby chronić jakość i reputację win władze lokalne już w 1560 zabroniły używać szczepów spoza regionu. Do transportu wina wprowadzono specjalne koźlęce bukłaki, pieczętowane znakiem stowarzyszenia plantatorów, by zagwarantować autentycznść zawartości.
W 1786 ksiądz i winiarz z Burgos Don Manuel Esteban Quintano, zainspirowany pobytem w Bordeaux, wprowadził dębowe baryłki do winnic w Rioja, co znacznie poprawiło przechowywanie się win i przełożyło się na rozwój eksportu. Takie wino znosiło transport do Ameryki Łacińskiej. Niestety władze lokalne wprowadziły zarządzenie, na mocy którego wina starzone w beczkach nie mogły być droższe od win nieprzechowywanych. W ten sposób beczki dębowe, jako nieopłacalne ekonomicznie, wyszły z użycia na wiele dziesięcioleci.
Pułkownik Luciano de Murrieta (adiutant księcia Baldoromero Espartero, regenta Hiszpanii i właściciela winnic w Logroño) w latach czterdziestych XIX wieku podczas pobytów w Bordeaux i na zesłaniu w Londynie studiował możliwości modernizacji produkcji wina z regionu Rioja i ekspansji na rynki angielskie. Jedną z nowinek, które wprowadził Murrieta było wykorzystywanie dużych beczek do tłoczenia i fermentacji owoców zamiast tradycyjnie stosowanych płytkich kamiennych kadzi, w których grona były miażdżone stopami robotników. Murieta wprowadził również na nowo starzenie wina w dębowych beczkach.
W latach pięćdziesiątych XIX wieku winnice sąsiedniej Galicji dotknięte zostały epidemią mączniaka, na czym skorzystały wina z La Rioja, gdzie choroba nie przybrała rozmiarów epidemii. Eksportowi sprzyjał również rozwój sieci kolejowej, która połączyła wkrótce Logroño z Madrytem i wybrzeżem Atlantyku. Także epidemia filoksery początkowo omijała region La Rioja. Był to złoty okres dla win Rioja – wielu francuskich producentów, zwłaszcza z okolic Bordeaux, przeniosło tu swoje winnice (a wraz z nimi nowoczesne technologię, swoją wiedzę i doświadczenie), popyt zaś na wino był trudny do zaspokojenia, gdyż winnice we Francji i innych krajach Europy były zdziesiątkowane. Gdy szkodnik ostatecznie w końcowej dekadzie XIX wieku dotarł do regionu, znane były już metody skutecznego zapobiegania (szczepienie na odpornych podkładkach) i filoksera nie wyrządziła znaczących szkód w produkcji.
W wiek XX rioja weszła jako najbardziej znane poza Hiszpanią wino hiszpańskie. Produkcja spadła jednak znacznie w latach 30., gdy dla uniknięcia klęski głodu wiele winnic zostało wykarczowanych na potrzeby uprawy zbóż. Powierzchnia winnic powróciła do poziomu sprzed tego okresu dopiero w latach 60. Przełomowym dla rozwoju winiarstwa w La Rioja był rok 1970: bardzo dobry rocznik, ogłoszony przez krytyków enologicznych „rocznikiem stulecia”. Spowodowało to wzmożone zainteresowanie zarówno ze strony konsumentów, jak i inwestorów. Nadmierny popyt (a co za tym idzie wysokie ceny) w połączeniu ze słabszymi rocznikami, a także rozwojem innych regionów winiarskich (zwłaszcza Ribera del Duero) spowodował kryzys produkcji w latach 80. XX wieku, zażegnany dopiero w kolejnej dekadzie. W międzyczasie amerykański dąb jako materiał na beczki ustąpił w dużej części dębinie francuskiej, nadającej łagodniejszy smak.